# Geranium robertianum
Geranium robertianum é uma espécie de planta com flor pertencente à família Geraniaceae. 
A autoridade científica da espécie é L., tendo sido publicada em Species Plantarum 2: 681–682. 1753.

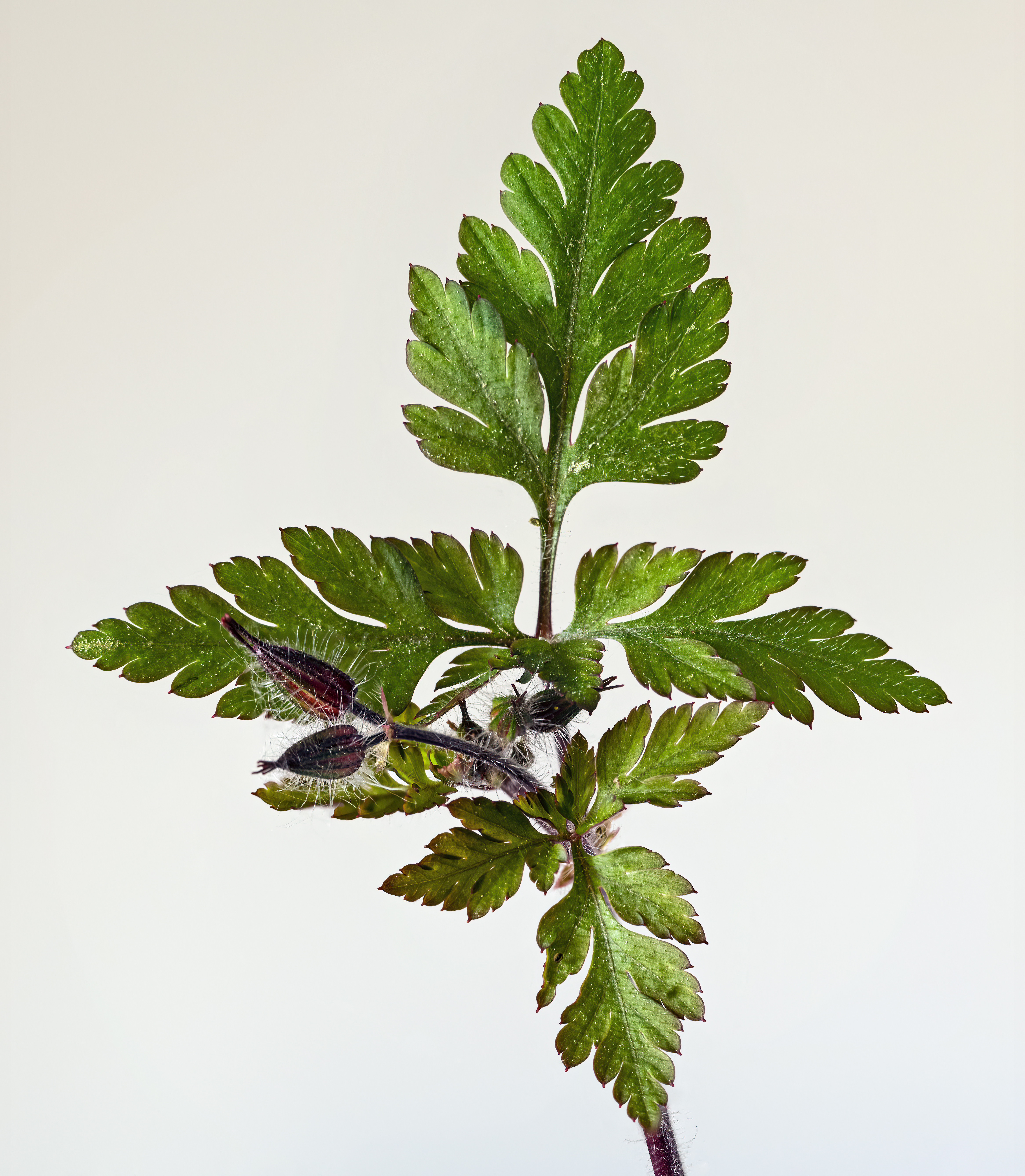
Estrutura típica da folha
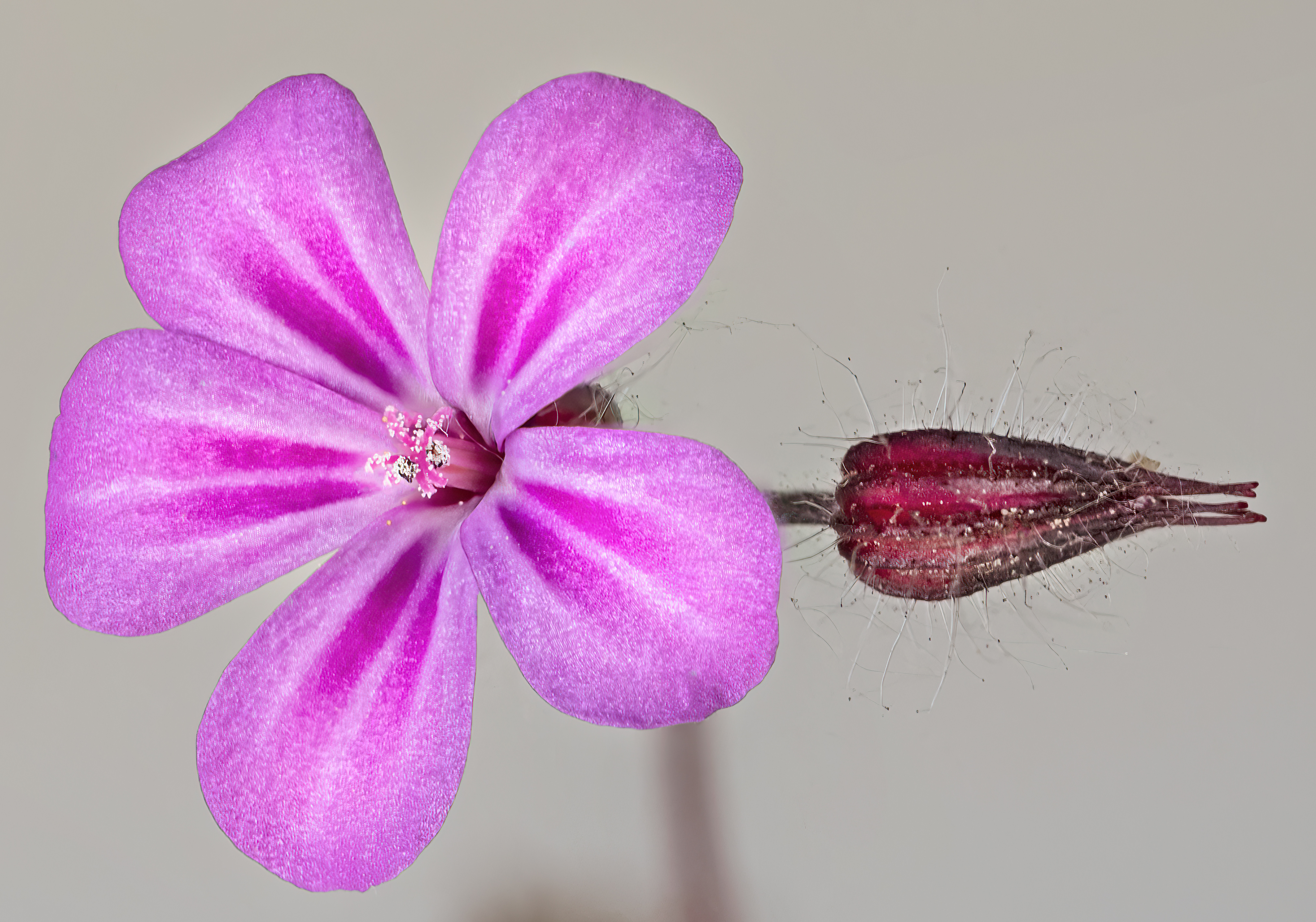
Flor
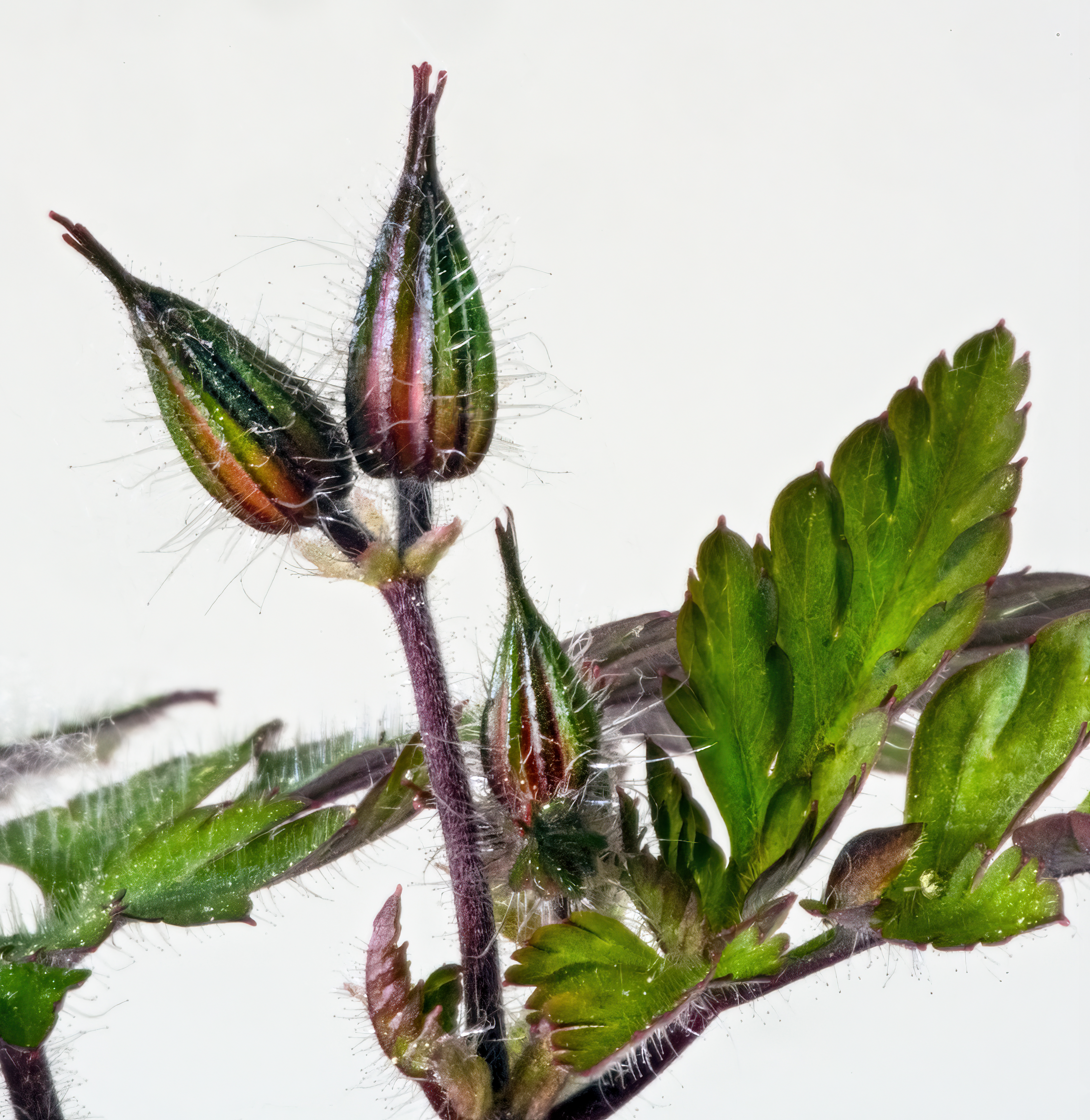
Botões de flores
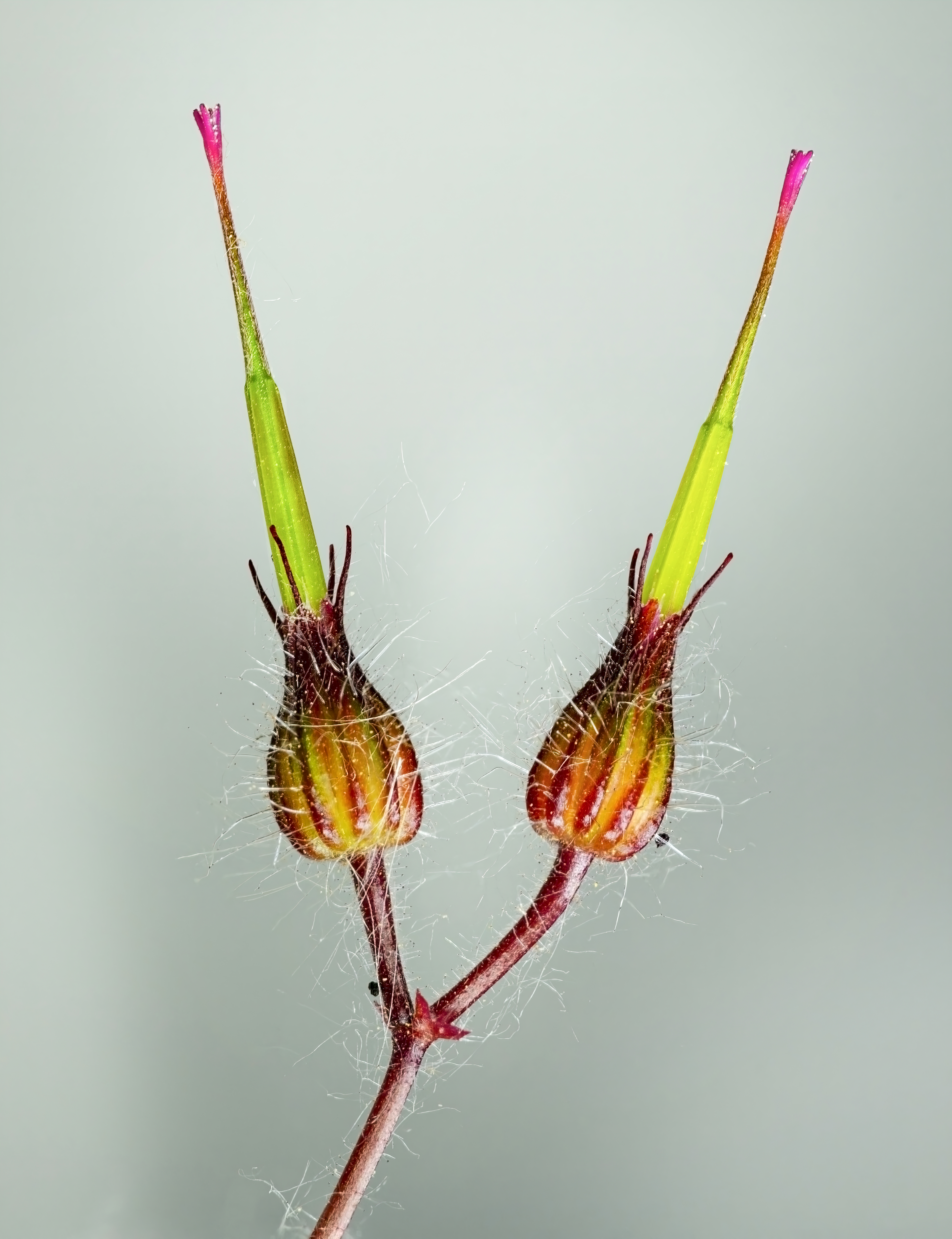
Frutas

## Portugal
Trata-se de uma espécie presente no território português, nomeadamente em Portugal Continental e no Arquipélago da Madeira.
Em termos de naturalidade, é nativa das duas regiões atrás indicadas.

## Proteção
Não se encontra protegida por legislação portuguesa ou da Comunidade Europeia.